# Resolució 63 del Consell de Seguretat de les Nacions Unides
La Resolució 63 del Consell de Seguretat de les Nacions Unides, aprovada el 24 de desembre de 1948 en resposta a un informe del Comitè de Bones Oficis, el Consell va convidar a les parts a que cessessin les hostilitats i alliberessin el president de la República d'Indonèsia i altres detinguts polítics des del 18 de desembre de 1948.
El consell també va instruir al Comitè que l'informés totalment i urgentment per telègraf sobre els fets transcorreguts des del 12 de desembre de 1948 i que informés al Consell sobre el compliment de les parts implicades en les seves demandes.
La resolució va ser aprovada per set vots contra cap; Bèlgica, França, l'RSS d'Ucraïna i la Unió Soviètica es van abstenir.